# One Way
One Way è l'ottavo album studio dei Rockets, pubblicato nel 1986. Da questo album in poi gli unici membri fondatori rimasti in formazione sono Alain Maratrat e Fabrice Quagliotti.
Se Imperception aveva introdotto molti cambiamenti rispetto al periodo argentato, questo LP segna un cambiamento ancora più drastico, sia dal punto di vista musicale che per quanto riguarda il look: le sonorità sono sempre meno rock e strizzano l'occhio alla corrente New romantic di quegli anni, mentre i membri del gruppo (rimasti un trio a causa del precedente abbandono di Gérard L'Her che non approvava la nuova direzione intrapresa) si presentano con folte chiome, truccati e vestiti molto appariscenti. Addirittura il nome stesso del gruppo si trasforma in Rok-etz.
Alle registrazioni hanno preso parte anche alcuni artisti inglesi, tra cui Phil Gould dei Level 42.

## Tracce
1. New Solution – 4:07
2. Without Within – 4:17
3. Thanks – 3:52
4. Franca – 5:09
5. Don't Give Up – 4:58
6. Touch Me – 3:48
7. In Your Time – 3:16
8. Over The Horizon – 3:44
9. Long Time Coming – 4:08

## Formazione
- Sal Solo - voce
- Alain Maratrat - chitarra, tastiere e voce
- Fabrice Quagliotti - tastiere